# Elder (Band)
Elder ist eine ursprünglich in den USA gegründete Metal-Band, deren Musik Elemente von Doom Metal, Stoner Rock und Psychedelic Rock vereint.

## Geschichte
Elder wurde 2005 im amerikanischen Bundesstaat Massachusetts von Sänger und Gitarrist Nick DiSalvo, Bassist Jack Donovan und Schlagzeuger Matt Couto gegründet. Im Folgejahr erschien als erste Veröffentlichung der Band eine Split-EP mit Queen Elephantine, auf der das Trio eine von Bands wie EyeHateGod, Electric Wizard und Sleep beeinflusste Mischung aus Sludge und Doom Metal spielte.
Nach einem selbstbenannten Demo folgte 2008 das ebenfalls selbstbenannte Debütalbum der Band, in dessen Musik verstärkt Einflüsse aus Stoner Rock und Psychedelic Rock einflossen. Mit dem zweiten 2011 veröffentlichten Studioalbum Dead Roots Stirring zeigte sich die Band dann näher am Stoner Rock als am Doom Metal, das Album enthielt bei einer Gesamtspielzeit von über 50 Minuten lediglich fünf Songs. Das Label des Roadburn Festivals veröffentlichte Anfang 2014 eine Live-EP vom 2013er Auftritt der Band. Nach dem dritten Album Lore erschien 2017 das vierte Studioalbum Reflections of a Floating World erstmals mit dem zweiten Gitarristen Mike Risberg. Das Album wurde vom Musikmagazin Rolling Stone auf Platz 5 der besten Metalalben des Jahres 2017 geführt.
In einer Tourneepause 2018 nahm die Band die EP The Gold & Silver Sessions auf, eine Hommage an Krautrock und die Berliner Schule. Auf dem 2020 erschienenen nächsten Studioalbum Omens war erstmals der neue Schlagzeuger Georg Edert zu hören. Das Album stand für eine Woche auf Platz 80 der Deutschen Albumcharts. 2021 kollaborierte Elder mit der deutschen Band Kadavar und veröffentlichte unter dem gemeinsamen Projektnamen Eldovar die Single From Deep Within und wenig später das Kollaborationsalbum A Story Of Darkness & Light.
Seit 2019 lebt neben Nick DiSalvo auch der zweite Gitarrist Mike Risberg in Berlin. Schlagzeuger Georg Edert ist Deutscher, sodass nur noch Bassist Jack Donovan in den USA ansässig ist.

## Stil
Der Stilmix der Band aus Doom, Stoner, Psychedelic und Progressive wird auch als „Heavy Psych“ bezeichnet. Die Lieder haben oft Überlänge von teilweise mehr als 10 Minuten. Die Musik wird von der für Stoner und Doom charakteristischen Pentatonik sowie schweren Grooves getragen und macht akzentuierten Gebrauch von melodischem Gitarrenspiel. Nick DiSalvo als hauptsächlicher Songwriter zählt Bands wie Colour Haze und Dungen zu seinen Haupteinflüssen. Seine Vorliebe für sehr lange Lieder gipfelte 2019 im Song Weißensee, dem mit über 18 Minuten Spielzeit bis dahin längsten Stück der Bandgeschichte. DiSalvo kommentierte die Vorliebe von Elder für die lange Spieldauer damit, dass er Zeit für die Entfaltung seiner musikalischen Ideen brauche und kein Talent zum Schreiben kurzer Songs habe.

## Diskografie
Studioalben
- 2008: Elder (Electric Earth Records)
- 2011: Dead Roots Stirring (Headspin Records)
- 2015: Lore (Stickman Records)
- 2017: Reflections of a Floating World (Armageddon Shop)
- 2020: Omens (Armageddon Shop)
- 2022: Innate Passage (Stickman Records)

Sonstige Alben
- 2013: Live at Roadburn 2013 (Livealbum, Roadburn Records)
- 2021: A Story of Darkness & Light (Kollaborationsalbum mit Kadavar als Eldovar, Roboter Records)
- 2024: Live at BBC Maida Vale Studios (Livealbum)

Singles und EPs
- 2006: Elder/Queen Elephantine (Split-EP, Concrete Lo-Fi Records)
- 2012: Spires Burn/Release (EP, Armageddon Shop)
- 2019: The Gold & Silver Sessions (EP, Blues Funeral Recordings)
- 2021: From Deep Within (Split-Single mit Kadavar als Eldovar, Roboter Records)

## Belege
1. 1 2 3 4 5  Dominik Kautz: Elder: "Wir sprengen die Grenzen des Stoner Rock". In: laut.de. 6. August 2019, abgerufen am 24. November 2021.
2. ↑  20 Best Metal Albums of 2017. In: Rolling Stone. 6. Dezember 2017, abgerufen am 24. November 2021 (englisch).
3. ↑  Elder - Omens, offiziellecharts.de, abgerufen am 24. November 2021.
4. ↑  Chartquellen: DE AT